# Falicon
Falicon (italienisch Falicone) ist eine französische Gemeinde im Département Alpes-Maritimes in der Region Provence-Alpes-Côte d’Azur. Sie gehört zum Arrondissement Nizza, zum Kanton Tourrette-Levens und zur Métropole Nice Côte d’Azur. Die Bewohner sind die Faliconnais.
Die angrenzenden Gemeinden sind Tourrette-Levens im Nordosten, Saint-André-de-la-Roche im Osten, Nizza im Süden und im Westen und Aspremont im Nordwesten.

## Bevölkerungsentwicklung
| Jahr      | 1962 | 1968 | 1975 | 1982 | 1990 | 1999 | 2008 | 2012 |
| --------- | ---- | ---- | ---- | ---- | ---- | ---- | ---- | ---- |
| Einwohner | 605  | 715  | 877  | 1065 | 1498 | 1644 | 1926 | 1920 |

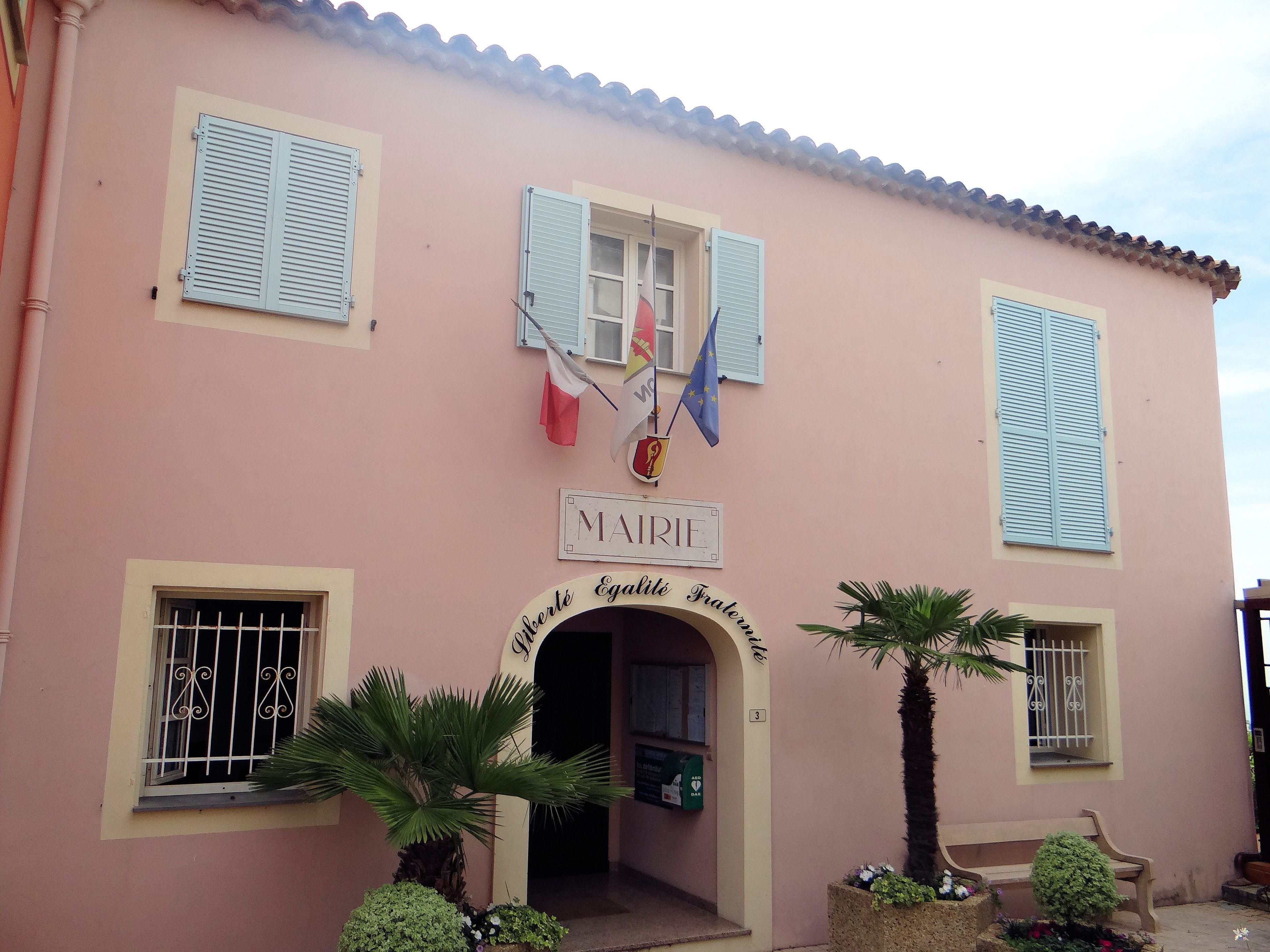
Mairie
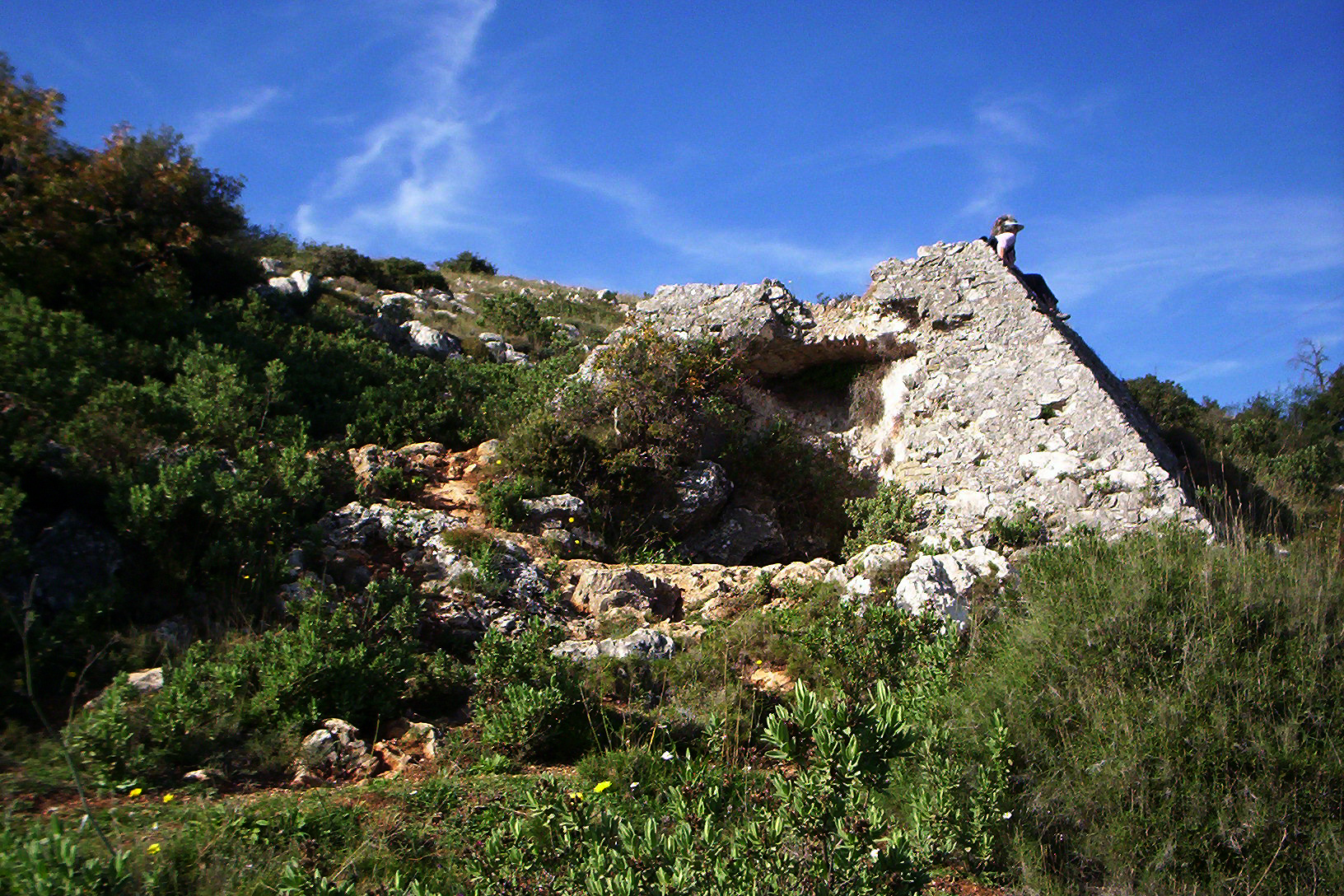
Pyramide von Falicon
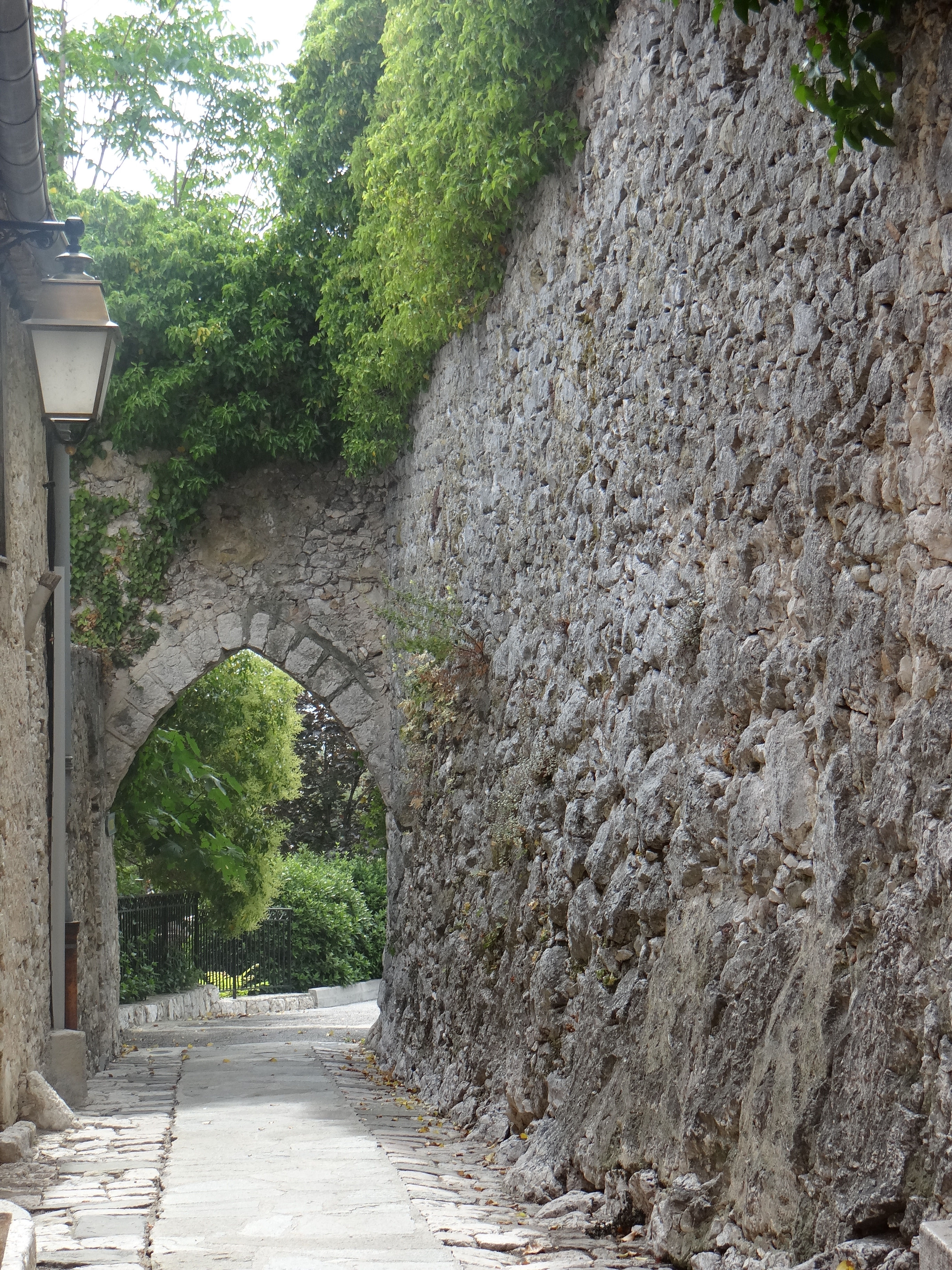
Porte Saint-François
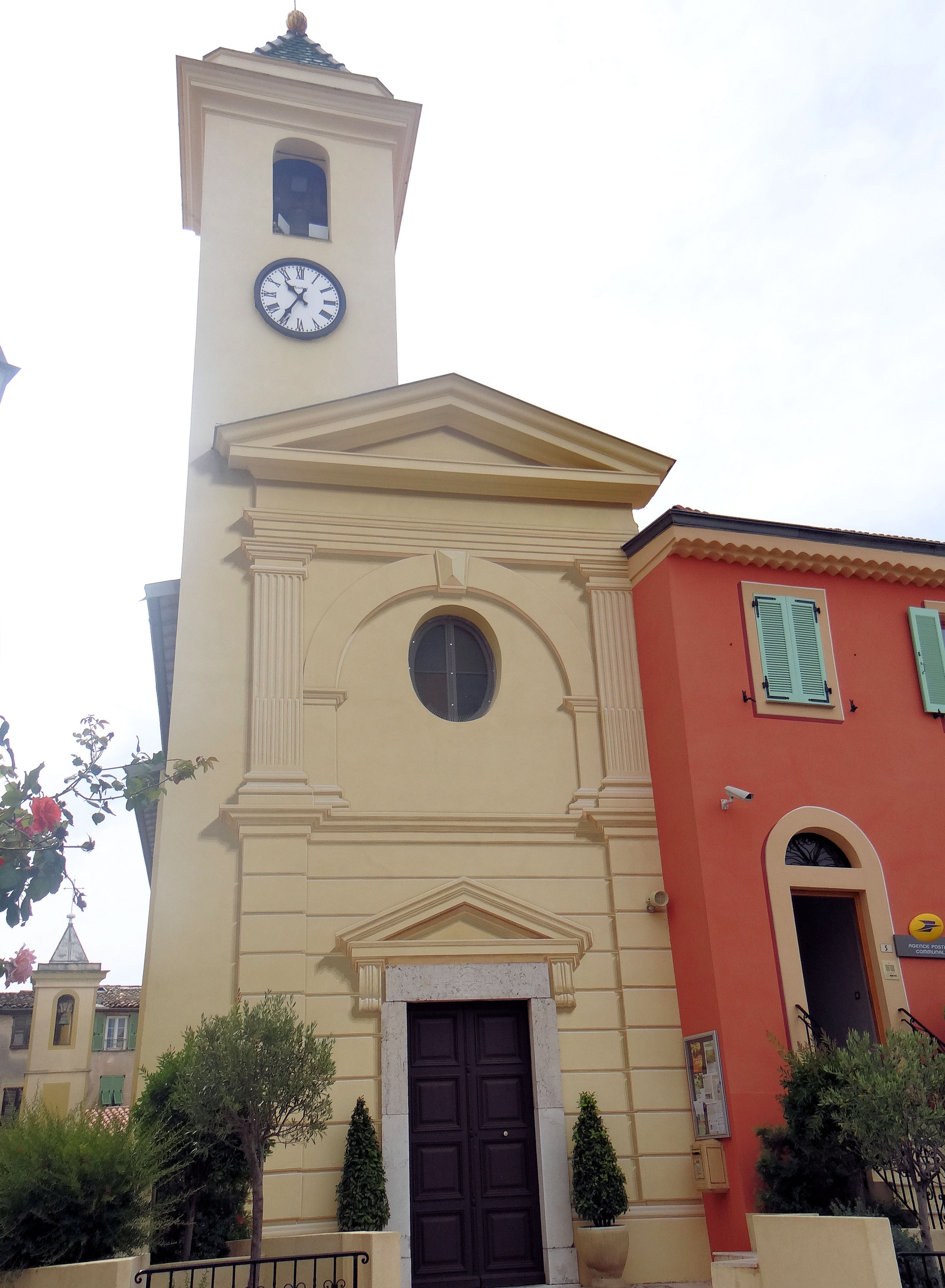
Kirche Mariä Geburt
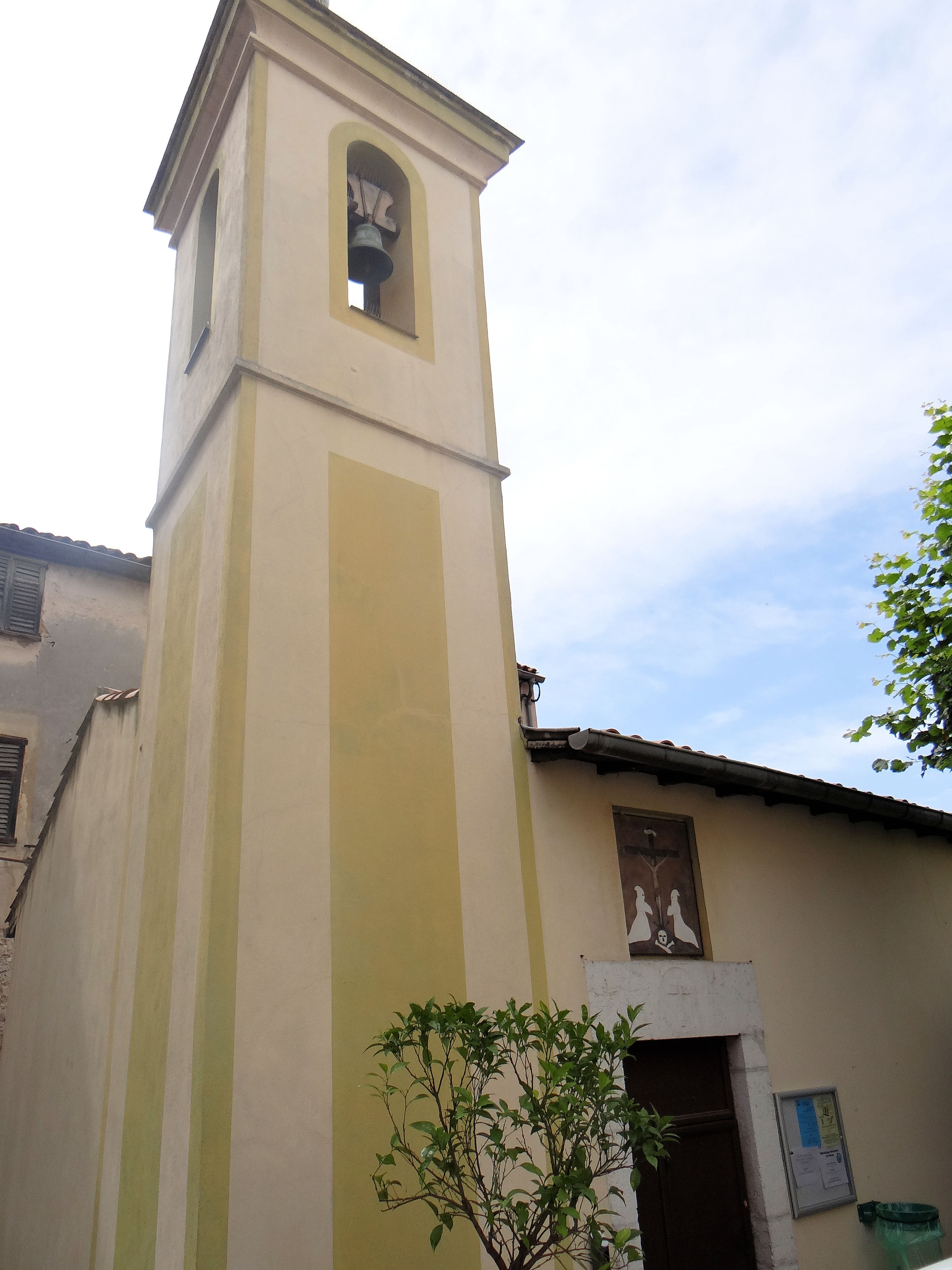
Kapelle Sainte-Croix des Pénitents blancs

## Gemeindepartnerschaften
Falicon ist durch Partnerschaften verbunden mit Merchweiler im Saarland (seit 1987) und mit Castellino Tanaro in der italienischen Region Piemont (seit 2004).

## Sehenswürdigkeiten
Siehe: Liste der Monuments historiques in Falicon